# ジョン・アダムズ・ディクス

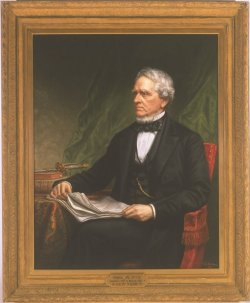
ジョン・ディクスの肖像画

ジョン・アダムス・ディクス（John Adams Dix, 1798年7月24日 - 1890年10月2日）は、アメリカ合衆国の政治家。ジェームズ・ブキャナン大統領の下で財務長官を2ヵ月弱務め、ニューヨーク州知事を2年間務めた。南北戦争では合衆国側の将軍として、顕著な功績を挙げた。

## 青年期
1810年、ディクスはニューハンプシャー州ボスコーエンで誕生した。ディクスは1824年に士官候補生として英国陸軍砲兵隊に参加した。その後ディクスは大尉となり、アメリカ合衆国陸軍に入隊した。
1826年、ディクスはキャサリン・モーガンと結婚した。キャサリンの父親のジョン・モーガンはアメリカ合衆国下院議員を務めた経歴を持つ人物であり、2人の結婚後、モーガンはニューヨーク州クーパーズタウンに保有する土地の監視業務をディクスに委託した。1828年、ディクス夫妻はクーパーズタウンに移り住むと、そこで弁護士業を開業した。

## 官僚時代
1830年、ディクスは同州オールバニに移り住んだ。ディクスは翌1831年ニューヨーク州知事エノス・スロープからニューヨーク州事務次官に指名され、1833年まで同職を務めた。
1845年、ディクスはサイラス・ライトの辞任により空席となった議席を埋めるため、民主党からアメリカ合衆国上院議員に選出された。ディクスは1849年の任期満了まで上院議員を務めたが、2期目の再選には失敗した。また1848年にニューヨーク州知事選挙にも自由土地党から出馬したが、当選はならなかった。その後1860年、ディクスはニューヨーク市の郵政局長に就任し、1861年までその職を務めた。

## 財務長官時代
1860年、財務長官のフィリップ・トマスが南部諸州の連邦離脱に伴いその職を辞任すると、東部の富豪からディクスを後任として据えるべきだという声が上がった。ジェームズ・ブキャナン大統領は世論の支持に後押しされ、ディクスを財務長官に指名した。ディクスは翌1861年1月に財務長官に着任し、ブキャナン大統領の任期満了となる同年3月までその職を務めた。
財務長官としてディクスは、大きな不況に見舞われた合衆国経済を立て直すため、銀行からの資金借入れを試みた。この政策は前任のトマスも試みていたが、トマスが南部出身であったために北部の投資家からの支持を受けることができなかったために失敗していた。ディクスはそれまでの「教養ある作家、流暢で活発な演説家、判断力のある政治家」としての評価から、多くの資金獲得に成功した。

## 南北戦争時代
やがて南北戦争が勃発すると、ルイジアナ州ニューオーリンズに滞在していたディクスは、財務省の職員に対して「星条旗を引きずり降ろす者は、たとえそれが誰であろうとも、その場で撃ち殺してしまえ」という電報を送った。その電報は南部の支持者によって妨害されたために実際には財務省の職員へと配達されなかったが、その文章は報道により周知のものとなった。そしてディクスは、南北戦争初期の合衆国の英雄として知られるようになった。
南北戦争においてディクスは、合衆国軍の少将として、1862年6月から1863年7月までバージニア地域で指揮を執った。また1863年7月から1865年4月までは、東部地域において指揮を執った。そして終戦後、ディクスは1866年から1869年まで駐仏公使を務めた。

## 晩年
1873年、ディクスはニューヨーク州知事に選出された。70歳代で知事に就任したディクスは、歴代の州知事の中で最も年老いた知事の一人として、1875年までその任を務めた。さらに2選目を目指し1874年の選挙にも出馬したが、当選はならなかった。1876年にはニューヨーク市長選挙に立候補したが、同じく敗北を喫した。
1890年、ディクスはニューヨーク市で死去した。ディクスの遺体は同市内のトリニティ教会墓地に埋葬された。
ニュージャージー州の陸軍基地フォート・ディクスや、イリノイ州ディクスは、ディクスにちなんで名づけられた。